# Мюррей, Донал
Донал Брендан Мюррей (29 мая 1940, Дублин — 13 октября 2024, Лимерик) — ирландский католический епископ.
Родился 29 мая 1940 года в Дублине.
Учился в колледже Блэкрок, получил степень бакалавра искусств и магистра философии в Университетском колледже Дублина, степень бакалавра богословия в колледже Св. Патрика в Мейнуте, степень лиценциата и доктора теологии в Папском университете Св. Фомы Аквинского в Риме.
22 мая 1966 года рукоположен в священники Дублинской архиепархии. С 1969 года преподавал в «Институте образования Mater Dei», также профессор морального богословия в Клонлифф-колледже в Драмкондре. С 1978 по 1982 год читал лекции по катехизации и медицинской этике в Университетском колледже Дублина.
4 марта 1982 года папа Иоанн Павел II назначил его вспомогательным епископом Дублина и титулярным епископом Глендалоха. Получил епископское рукоположение 18 апреля следующего года от митрополита-архиепископа Дублина Дермота Райана, которому сослужили апостольский нунций в Ирландии архиепископ Гаэтано Алибранди и вспомогательный епископ Дублина Джозеф А. Кэрролл. В свои 42 года Мюррей был самым молодым католическим епископом в мире на момент назначения.
10 февраля 1996 года папой Иоанном Павлом II назначен епископом Лимерика. Был членом Папского совета по культуре и членом четырех епископских комиссий. Входил в состав совместной комиссии по биоэтическим вопросам конференций епископов Ирландии, Англии, Уэльса и Шотландии. Участвовал во второй специальной ассамблее Синода епископов для Европы, состоявшейся в Ватикане осенью 1999 года.
В ноябре 2009 года подвергся резкой критике после того, как в отчете ирландской правительственной комиссии по расследованию скандала с сексуальным насилием в Дублинской архиепархии было установлено, что она не отреагировала должным образом на сообщения о сексуальном насилии над детьми, совершенном священниками.
После этого подал в отставку, которую 17 декабря 2009 года принял папа Бенедикт XVI.
Умер 13 октября 2024 года в Лимерике в возрасте 84 лет. Похоронен на местном кладбище на горе Св. Лаврентия.